# 錫屋 (亞利桑那州)
錫屋（英語：Tin House）是位於美國亞利桑那州可可尼諾縣的一個非建制地區。該地的面積和人口皆未知。

## 地理
錫屋的座標為35°41′52″N 112°32′46″W / 35.69778°N 112.54611°W，而該地的平均海拔高度為1680米（即5512英尺）。